# Fosfoglicerato chinasi
La fosfoglicerato chinasi  è un enzima del gruppo delle transferasi, che catalizza la seguente reazione:
ADP + 3-fosfo-D-gliceroil-fosfato = ATP + 3-fosfo-D-glicerato
L'enzima è coinvolto nella settima reazione della glicolisi che produce 3-fosfoglicerato e ATP a partire da 1,3-bisfosfoglicerato e ADP. Questo genere di produzione di ATP, che si serve della fosforilazione diretta di ADP, è definita fosforilazione al livello del substrato: è infatti resa possibile dalla presenza dell'1,3-bisfosfoglicerato, un substrato ad alto potenziale di trasferimento di un gruppo fosfato.

## Meccanismo d'azione
L'enzima è composto di due regioni collegate da un braccio flessibile. Quella superiore è preposta al legame con l'ADP; quella inferiore presenta una tasca interna per l'1,3-bisfosfoglicerato.
La fosfoglicerato chinasi, concretamente, sposta il fosfato presente sull'estremità carbossilica dell'1,3-bisfosfoglicerato (in posizione 1) sull'ADP. Questo genere di processo deve avvenire in un ambiente riparato dall'esterno e dalla soluzione acquosa in cui si trova l'enzima. All'interno dell'enzima dunque, è presente una tasca che ripara la reazione dalle eventuali interferenze delle molecole di acqua, che potrebbero portare ad una errata idrolisi del fosfato presente sull'1,3-bisfosfoglicerato, che porterebbero ad uno spreco di molecole ad alta energia. Anche le altre chinasi della via glicolitica, come la esochinasi, la fosfofruttochinasi e la piruvato chinasi hanno una struttura simile, di fatto sensibile alla presenza del substrato.